# غوجة كند (بابارشاني)
غوجة کند (بالفارسية: گوجه کند) هي قرية تقع في إيران في قسم بابارشاني الريفي. يقدر عدد سكانها بـ 141 نسمة بحسب إحصاء 2016.